# Interakcjonizm symboliczny
Interakcjonizm symboliczny – teoria socjologiczna, według której kluczowym mechanizmem kształtowania się struktur społecznych jest ciągła wymiana i ewolucja znaczeń symboli, odbywająca się w trakcie wszelkich procesów oddziaływań zachodzących między ludźmi. Teoria ta wywodzi się z amerykańskiego pragmatyzmu filozoficznego.
Terminu „symboliczny interakcjonizm” po raz pierwszy użył Herbert Blumer w 1937 roku. Nazwa ta obejmuje podstawowy obszar zainteresowania całej orientacji koncentrującej się na analizie procesów wzajemnych oddziaływań, pojętych jako wymiana symbolicznych znaczeń. Wymiana zachodzi między świadomymi, ciągle definiującymi sytuacje partnerami. Konsekwencją tych procesów jest ukształtowanie osobowości partnera i funkcjonowanie grup społecznych.
Twórcą koncepcji interakcjonizmu symbolicznego był George Herbert Mead, który dokonał syntezy teorii Williama Jamesa, Charlesa H. Cooleya i Johna Deweya, opisując społeczeństwo jako: skonstruowane wzory uporządkowanego działania, które utrzymują się i zmieniają dzięki interakcji symbolicznej między jednostkami i wewnątrz nich.

## Podstawowe założenia
- Ludzie działają na bazie znaczeń, jakie mają dla nich rzeczy.
- Znaczenia pochodzą z interakcji.
- Znaczenia są modyfikowane przez ich interpretacje, dokonywane przez ludzi w aktualnych sytuacjach.

Czterema podstawowymi dla interakcjonizmu społecznego kategoriami analizy są:
- Umysł – rozumiany jako proces; proces myślenia, który pociąga za sobą umiejętność „rozważania” alternatywnych możliwości działania – są to tzw. próby generalne w wyobraźni;
- Jaźń – jednostkowa tożsamość z samym sobą, świadomość swojej odrębności;
- Interakcja społeczna – wzajemne oddziaływanie na siebie dwóch lub więcej jednostek, polegające na obustronnym wpływaniu na swoje zachowania;
- Społeczeństwo – forma życia zbiorowego ludzi, oparta na interakcjach pomiędzy jednostkami, które tworzą samowystarczalną zbiorowość.

## Badania, publikacje i stowarzyszenia
Interakcjonizm symboliczny zazwyczaj opiera się na badaniach z wykorzystaniem metod jakościowych.
Pismem w którym ukazują się aktualne dokonania teoretyków i badaczy interakcjonizmu symbolicznego jest „Symbolic interaction”.
W Polsce interakcjonizm symboliczny rozwija się w ramach sekcji Socjologii Jakościowej i Symbolicznego Interakcjonizmu Polskiego Towarzystwa Socjologicznego. Pismem w którym ukazują się w Polsce artykuły inspirowane interakcjonizmem symbolicznym jest Przegląd Socjologii Jakościowej.
Sekcja Interakcjonizmu Symbolicznego i Jakościowych Socjologii Polskiego Towarzystwa Socjologicznego liczy ponad 200 członków (2016 r.). Wspierała publikację książek z zakresu interakcjonizmu symbolicznego oraz numery czasopisma Przeglądu Socjologii Jakościowej. To międzynarodowe czasopismo wydawane jest przez Uniwersytet Łódzki. Ukazują się w nim publikacje na temat interakcjonizmu symbolicznego i paradygmatu interpretatywnego w naukach społecznych.
Do zarządu European Society for the Study of Symbolic Interaction należy od roku 2016 dwóch reprezentantów Polski, dr hab. Anna Kacperczyk (UŁ) i prof. dr hab. Krzysztof T. Konecki (UŁ).

### Opracowania polskojęzyczne i tłumaczenia
- Wiktor Werner, Iwona Werner, Od duszy do świadomości, od jednostki do społeczeństwa. Szkice z historii intelektualnej, Poznań 2008, s. 151–166
- Hałas Elżbieta, Konecki Krzysztof T., (2005) Konstruowanie jaźni i społeczeństwa. Europejskie warianty interakcjonizmu symbolicznego. Warszawa: Scholar.
- Blumer, Herbert. 2009. Interakcjonizm symboliczny, Kraków: Nomos; tłumaczenie Grażyna Woroniecka. (oryginalne wydanie, Blumer, Herbert.1969. Symbolic Interaction. Englewood Cliffs, N.J.: Prentice-Hall)
- Krzysztof T. Konecki, Anna Kacperczyk, red. (2010) Procesy Tożsamościowe. Symboliczno – interakcyjny wymiar konstruowania ładu i nieładu społecznego, Łódź: Wydawnictwo Uniwersytetu Łódzkiego.
- Konecki, Krzysztof T.  Gorzko Marek, red. (2015) Badania jakościowe – pragmatyczne inspiracje. „Przegląd Socjologii Jakościowej”, t. 11, nr 1.
- Konecki, Krzysztof T. (2015) Anselm L. Strauss – pragmatyczne korzenie, pragmatyczne konsekwencje. „Przegląd Socjologii Jakościowej”, t. 11, nr 1, s. 12–39.
- Barney Glaser, Anselm Strauss (2016) Świadomość umierania. Kraków: Nomos.
- Anselm Strauss (2013) Zwierciadła i Maski. W poszukiwaniu tożsamości, Kraków: Nomos.
- Prus, Robert, 2007. Picie jako działanie. Analiza interakcjonistyczna. „Przegląd Socjologii Jakościowej”, 3(2), translation by Dominika Byczkowska from „Drinking as activity. An interactionist Perspective” Journal of Studies on Alcohol 44(3)1983:460-475.